# 抗叶酸剂

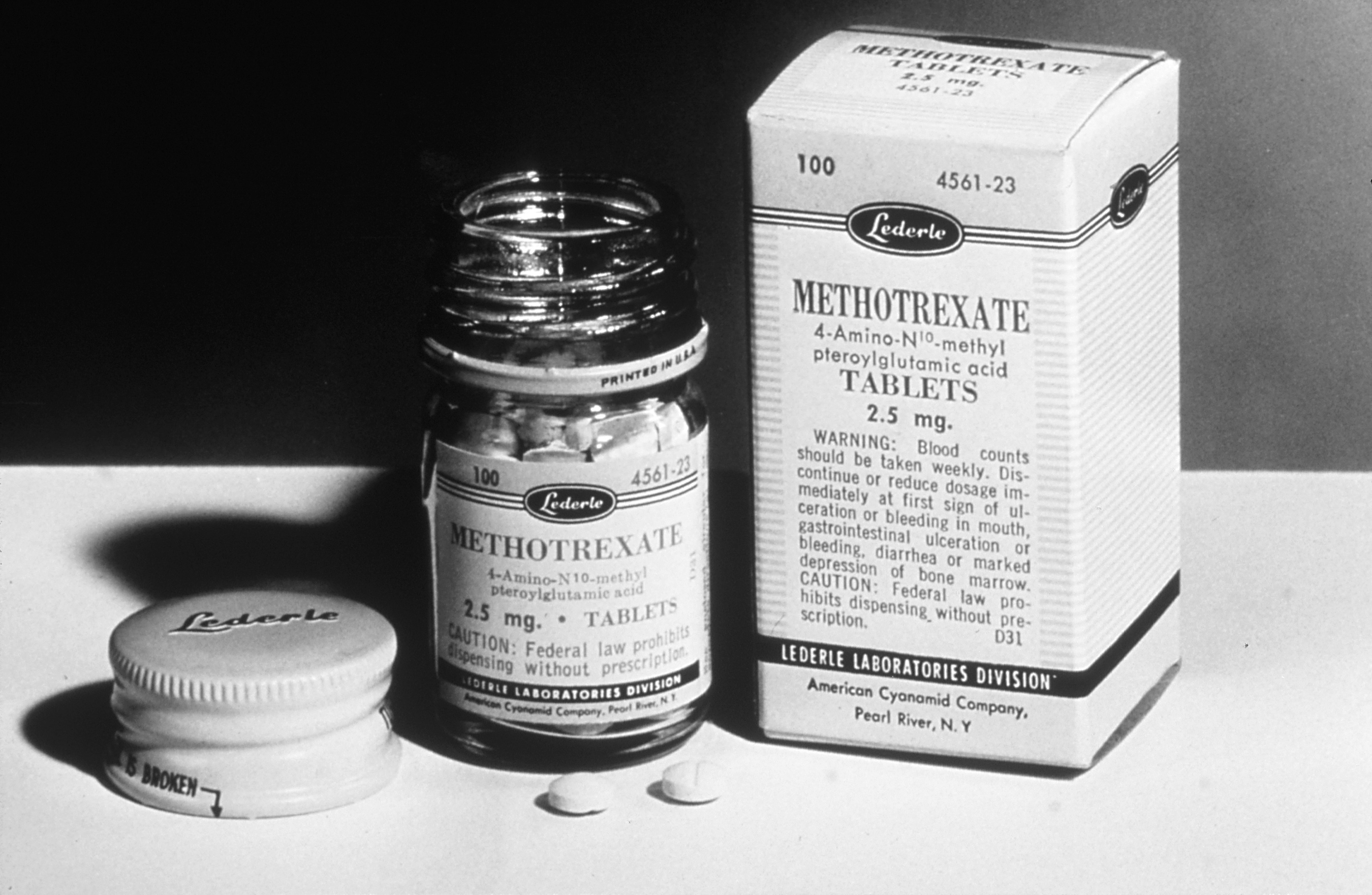
具有抗肿瘤药效的抗叶酸剂氨甲蝶呤

抗叶酸剂（Antifolate），又称为叶酸拮抗剂，是一类以叶酸（维生素B9）代谢为靶点的制剂，临床上用途包括肿瘤化疗、治疗病原微生物感染（如磺胺类药物）等。叶酸作为一部分酶（如部分甲基转移酶）的辅酶，对丝氨酸、蛋氨酸、胸苷，以及嘌呤等分子的生物合成至关重要。因此，叶酸抑制剂能抑制细胞分裂、DNA与RNA合成，以及蛋白合成等生物学过程。目前抗叶酸剂的主要靶点是二氢叶酸还原酶。
低剂量使用抗叶酸剂的不良反应与叶酸缺乏症的症状相似。高叶酸饮食能够部分缓解抗叶酸剂的不良反应。

## 常见的抗叶酸剂
- 氨甲蝶呤：肿瘤化疗药物
- 培美曲塞（英语：Pemetrexed）：肿瘤化疗药物
- 乙胺嘧啶：抗原虫药物
- 氯胍：抗疟疾药物
- 甲氧苄啶：抗菌药物